# Collin Wilcox (scrittore)
Collin Wilcox (Detroit, 21 settembre 1924 – San Francisco, 12 luglio 1996) è stato uno scrittore statunitense di romanzi gialli.
Ha pubblicato 30 libri in 30 anni.Wilcox pubblicò anche con lo pseudonimo di "Carter Wick".
Nato a Detroit, Michigan, il 21 settembre 1924, il suo primo libro fu The Black Door (1967), romanzo che aveva come protagonista un investigatore dotato di percezioni extrasensoriali. La sua serie principale di romanzi riguardava il tenente Frank Hastings del dipartimento di polizia di San Francisco. Due dei suoi ultimi libri, Full Circle e Find Her a Grave, presentavano un nuovo eroe-investigatore, Alan Bernhardt, un eccentrico regista teatrale. 
Un altro detective celebre di Wilcox fu Sam McCloud, un agente del United States Marshals Service del Nuovo Messico che risolveva i casi di crimini di New York. Il "cowboy urbano" fu interpretato da Dennis Weaver nella serie TV Uno sceriffo a New York del 1970-1977, ideata da Herman Miller. Wilcox scrisse due romanzi basati sulle sceneggiature della serie: McCloud (1972) e The New Mexican Connection (1974).
Wilcox morì a San Francisco, 12 luglio 1996, di cancro all'età di 71 anni. 

## Opere
I seguenti titoli sono stati pubblicati nella collana Giallo Mondadori
- Cacciatore solitario (The Lonely Hunter)
- Tenente Hastings, polizia di San Francisco (The Disappearance)
- Tenente Hastings: domani si ricomincia (Dead Aim)
- Non c'è tempo da perdere, Tenente Hastings (Hiding Place)
- Il poliziotto è solo (Aftershock)
- L'uomo senza faccia (The Faceless Man), pubblicato con lo pseudonimo Carter Wick
- Sarai la terza vittima (The Third Victim)
- Dottore, avvocato, commerciante, capo... (Doctor, Lawyer...)
- Punto due (Twospot) con Bill Pronzini
- Giochi di potere (Power Plays)
- Requiem in rock (Mankiller)
- Vittime innocenti (Victims)
- Giochi nella notte (Night Games)
- Il paria di Los Angeles (The Pariah)
- Sul filo del rasoio (Bernhardt's Edge)
- La terribile notte di Cape Cod (Except for the Bones)
- La morte e la vita di Lisa F. (Switchback)